# Trainsjoch
Trainsjoch är ett berg i Österrike, på gränsen till Tyskland. Det ligger i den västra delen av landet, 300 km väster om huvudstaden Wien. Toppen på Trainsjoch är 1 707 meter över havet, eller 447 meter över den omgivande terrängen. Bredden vid basen är 5,1 km.
Terrängen runt Trainsjoch är kuperad åt nordost, men åt sydväst är den bergig. Närmaste större samhälle är Kufstein, 9,5 km öster om Trainsjoch. 
I omgivningarna runt Trainsjoch växer i huvudsak blandskog. Runt Trainsjoch är det ganska tätbefolkat, med 100 invånare per kvadratkilometer.